# Ainda Temos a Imensidão da Noite
Ainda Temos a Imensidão da Noite é um filme brasileiro de longa-metragem, de 2019, do gênero drama, dirigido por Gustavo Galvão e produzido pela 400 Filmes e pela Dezenove Som e Imagens, com roteiro original de Gustavo Galvão, Barbie Heusinger e Cristiane Oliveira. A estreia no circuito comercial no Brasil ocorreu em 5 de dezembro de 2019. Com o título internacional We Still Have the Deep Black Night (ou, em espanhol, Todavía nos Queda la Inmensidad de la Noche), o filme passou por dezenas de festivais e estreou em mais de 70 países mundo afora.

## Sinopse
Cansada de lutar por um lugar ao sol com sua banda de rock, onde é trompetista e vocalista, Karen decide ir embora de Brasília. Ela segue os passos do ex-parceiro de banda, Artur, que tenta a sorte em Berlim. O convite parte de Martin, amigo alemão com quem fecham um triângulo imprevisível. Meses depois, forçada a recomeçar em Brasília, Karen precisa entender o papel dela e o papel da arte na cidade que o avô ajudou a construir.

## Produção
Ainda Temos a Imensidão da Noite foi rodado em locações em Brasília e Berlim (Alemanha), em setembro e outubro de 2017, com recursos do Fundo Setorial de Audiovisual. Realizado em coprodução entre a 400 Filmes (de Brasília) e a Dezenove Som e Imagens (de São Paulo), o filme de Gustavo Galvão reúne talentos como o produtor musical norte-americano Lee Ranaldo (fundador da icônica banda de rock Sonic Youth), o production designer alemão Tamo Kunz e a produtora brasileira Sara Silveira, além do diretor de fotografia André Carvalheira e do montador Marcius Barbieri, premiados pelo trabalho neste longa no 52º Festival de Brasília (Mostra Brasília). O elenco principal é composto por músicos de Brasília, que tocam na banda de rock fictícia criada para o filme, a Animal Interior, cuja vocalista e trompetista, Ayla Gresta, conquistou o prêmio de melhor atuação no BAFICI – Buenos Aires Festival Internacional de Cine Independiente (2021).

## Festivais e mostras
- 43ª Mostra Internacional de Cinema em São Paulo (Mostra Brasil, outubro de 2019)[16]
- 12º Cine Esquema Novo (Porto Alegre, mostra Outros Esquemas, novembro de 2019)[17]
- 52º Festival de Brasília do Cinema Brasileiro (Mostra Brasília, novembro de 2019)[18]
- 41º Festival Internacional del Nuevo Cine Latinoamericano (Havana, Cuba, mostra Latinoamérica en Perspectiva, dezembro de 2019)[19]
- 13ª Mostra “O Amor, a Morte e as Paixões” (Goiânia, fevereiro de 2020)[20]
- 16th Jecheon International Music & Film Festival (Coreia do Sul, Competição Internacional, agosto de 2020)[21]
- 37º Festival de Cine de Bogotá (Colômbia,  Muestra de Cine, outubro de 2020)[22]
- 35º Festival de Cinema Latino-americano de Trieste (Itália, Competição Internacional, novembro de 2020)[23]
- 38º Festival Cinematográfico Internacional del Uruguay (Montevidéu, mostra Ensayo de Orquesta, dezembro de 2020)[24]
- 51st International Film Festival of India (Goa, Índia, mostra Kaleidoscope, janeiro de 2021)[25]
- 22º BAFICI – Buenos Aires Festival Internacional de Cine Independiente (Argentina, Competição Americana, março de 2021)[26]
- 1ª Mostra Histórias do Brasil Profundo (Brasil, mostra online, março de 2021)[27]
- 4º Santiago del Estero Film Fest (Argentina, fora de competição, junho de 2021)[28]
- 29th Providence Latin American Film Festival (EUA, fora de competição, outubro de 2021)[29]
- 3ª BIS – Bienal Internacional do Cinema Sonoro (Brasil, mostra online, dezembro de 2021)[30]

## Prêmios
- 2021: 22º BAFICI – Buenos Aires Festival Internacional de Cine Independiente (Competição Americana) - Melhor Atuação (para Ayla Gresta)[31]
- 2019: 52º Festival de Brasília do Cinema Brasileiro (Mostra Brasília) - Melhor Fotografia (para André Carvalheira) e Melhor Montagem (para Marcius Barbieri)[32]

## Elenco
| Ator/Atriz           | Personagem |
| -------------------- | ---------- |
| Ayla Gresta          | Karen      |
| Gustavo Halfeld      | Artur      |
| Steven Lange         | Martin     |
| Marat Descartes      | Alex       |
| Vanessa Gusmão       | Lara       |
| Hélio Miranda        | Cícero     |
| Clemente Nascimento  | Delegado   |
| Bidô Galvão          | Mãe        |
| Fernando Teixeira    | Avô        |
| Pit Bukowski         | DJ Bastian |
| Dirk Lange           | Hannes     |
| Matthias Rheinheimer | Tecladista |
| Pedro Lacerda        | Iuri       |
| Marco Michelângelo   | Designer 1 |
| Guilherme Angelim    | Designer 2 |
| Juliano Coacci       | Vizinho    |
| Wellington Abreu     | Policial 1 |

## Carreira comercial
O lançamento comercial, pela distribuidora Pandora Filmes, levou Ainda Temos a Imensidão da Noite a 17 cidades pelo Brasil, entre 5 de dezembro de 2019 e 26 de fevereiro de 2020. O filme já tinha estreia confirmada em Belém, para 19 de março de 2020, quando a pandemia de COVID-19 levou a sala Líbero Luxardo a cancelar a programação por tempo indeterminado. Esta seria a 18º cidade a receber o longa.
O filme chegou no streaming em abril de 2020. Desde julho de 2021, estava disponível em nove plataformas no Brasil. Em 30 de março de 2022, entrou no acervo da MUBI, a 10ª plataforma a exibir o filme simultaneamente no Brasil. Também desde julho de 2021, o filme se encontrava em 71 países mundo afora, inclusive EUA, Canadá, Reino Unido e toda a América Latina. Em fevereiro de 2022, já havia alcançado um total de 118 países.

## Destaques da crítica
- “Um colírio existencial. Bonito de ver e viver”, O Estado de S. Paulo[39]
- “Pungência notável”, Scream & Yell[8]
- “O que se vê na tela é orgânico com o que se ouve”, Planeta Tela[40]
- “As músicas são deliciosas”, BandNews FM[41]
- “Inquietação artística é o grande motor”, Hoje em Dia[42]
- “Os limites entre arte e sobrevivência”, Estado de Minas[43]
- “Uma geração que teve os planos sequestrados por modelos comodistas”, Correio Braziliense[44]
- "Relato preciso da batalha que é viver da música", Canaltech[45]
- “Desperta uma série de leituras sobre o mundo contemporâneo”, AdoroCinema[46]
- “Cativante”, Revista de Cinema[47]
- "Una enérgica y emotiva llamada a la acción", Cine Argentino Hoy[48]
- "Produção de poética universal, segue até hoje tocando nos corações e arrebatando fãs", C7nema[49]